# 貝殻島
貝殻島（かいがらじま、露：Остров Сигнальный）は、いわゆる北方領土の歯舞群島にある低潮高地。北海道根室半島の納沙布岬の北東沖合3.7キロメートルに位置し、北方領土の島の中では最も日本本土に近い。
名称は、アイヌ語の「カイ・カ・ラ・イ（波の・上面・低い・もの（岩礁））」に由来する。ロシア語地名は、シグナリヌイ島（Остров Сигнальный、灯台島の意）。

## 地理
納沙布岬と水晶島を隔てる海峡、珸瑤瑁水道のほぼ中間地点にある。納沙布岬からの距離は3.7キロメートルである。面積は約10平方メートル。硬い礫岩、火成岩で構成され、貝殻島灯台が設置されている。1957年（昭和32年）にソビエト連邦によって占領された。

## 貝殻島灯台
1937年（昭和12年）4月に日本により建設され、アセチレンガスを光源として点灯した貝殻島灯台がある。貝殻島灯台は灯台基部と共に基礎部分の劣化が進み、傾いた姿が納沙布岬から目視で確認できる。
ロシア（旧ソ連）によって実効支配されているため、日本の当局による保守・点検ができない。1947年（昭和22年）5月29日に燃料切れで消灯したが、1958年（昭和33年）5月28日午前6時45分に点灯を再開した。現在に至るまでロシア側が管理を行っているが、長期の消灯を40回以上繰り返している。2014年11月4日から、およそ9年に渡り消灯状態となっていた。
2017年9月7日に行われた日ロ首脳会談では、貝殻島灯台の改修事業を検討することが合意された。その後の日露関係の悪化により、灯台の改修については全くの白紙である。
2023年8月2日、海上保安庁が貝殻島灯台の最上部にロシア国旗を発見。国旗は7月末にロシア太平洋艦隊の水路調査船の乗組員によって配置された。8月24日には、灯台が白く塗り直され、翌日には上部にロシア正教の十字架とみられるものが設置されていた。これに先立ちロシア正教は地理学会に対して、十字架を渡したことを発表していた。8月26日、灯台が約9年ぶりに点灯。崩れかかった上部も修復されていた。8月28日からは元島民と関係者によって墓参に代わる「洋上慰霊」が灯台の近くで始まっており、専門家は「北方4島のロシア化を日本側に見せつけるのが狙い」と指摘している。
2024年6月17日に灯台が消灯していることが判明し、ロシア側は灯台の修理・点検のためと説明した。その後、同年7月26日に根室海上保安部は再点灯を確認したが、灯質が変化し従来の5秒に1回から1分に1回となり、明るさも従来よりも暗くなった。

## 領有関係
戦前からコンブのよく取れる海域とされていた。
- 1945年（昭和20年）9月27日、マッカーサー・ラインが設定され、日本漁民が自由に出漁できる範囲とできない範囲とが分離された[3]。北方領土周辺海域では11月3日に同ラインが設定され、納沙布岬と水晶島の中間に引かれたため、貝殻島周辺は日本の海域となる[3]。
- 1948年（昭和23年）12月、GHQは駆逐艦「コワゾール」で再調査した結果として、マッカーサー・ラインを納沙布岬と貝殻島の中間に引きなおす[3]。
- 1952年（昭和27年）
  - 4月25日、マッカーサー・ライン廃止[3]。
  - 4月28日、サンフランシスコ講和条約発効（ソ連は不参加）。サンフランシスコ講和条約発効を受けて第一管区海上保安本部は拿捕防止対策として、サハリン及び北方四島の沿岸の12–15カイリに危険推定ラインを設定し、この線を超えて操業しないよう漁業者を指導したが拿捕が相次いだ[3]。
- 1956年（昭和31年）、日ソ共同宣言。
- 1957年（昭和32年）、ソ連国境警備隊が上陸する。旧日米安保条約は現行安保条約と異なり、日本を防衛する義務をアメリカに課しておらず、米軍は出動しなかった。
- 1963年（昭和38年）6月10日、日ソ（日ロ）貝殻島昆布採取協定が結ばれる[3]（日本側で交渉を務めた高碕達之助の名から日本では「高碕協定」とも呼ばれている[15]）。この協定に基づきソ連に入漁料を支払ってコンブ漁を開始[16][17]。
- 1977年（昭和52年）3月25日、ソ連が200海里漁業専管水域の設定に伴い、対日漁獲量割当交渉の席で昆布漁の操業を認めない方針を日本側に通達[15]。
- 1981年（昭和56年）8月25日、4年間の中断を経て北海道水産会とソ連漁業省渉外局の間で昆布漁業協定を再締結[15]。
- 1991年（平成3年）、ソビエト連邦の崩壊後に成立したロシア連邦が実効支配を継承。

現在もロシア連邦が占領・実効支配しているが、日本も領有権を主張している。当該地域の領有権に関する詳細は北方領土問題の項目を、ロシア側の現状などに関してはサハリン州の項目を参照のこと。

## 観光
納沙布岬にある望郷の家に設置された望遠鏡からは貝殻島灯台を見ることができ、肉眼でも小さい棒のように飛び出した貝殻島灯台を見ることもできる。毎年11月1日から4月30日まで、地元歯舞漁業協同組合では「北方領土を間近に望む本土最東端パノラマ・クルーズ」を行っており、納沙布岬・貝殻島灯台中間点から貝殻島を間近に見ることもできる。

## 貝殻島が登場する作品
- 『霧鐘』（中薗英助、1962年）
- 『錨を上げよ』（百田尚樹、2010年）